# Железара
Железара је зграда или место где се железо тали и где се праве производи од тешког железа и челика. Користи се галванотехника и слични методи.